# Cleidion tricoccum
Cleidion tricoccum là một loài thực vật có hoa trong họ Đại kích. Loài này được (Casar.) Baill. mô tả khoa học đầu tiên năm 1864.